# Beatrice Fihn

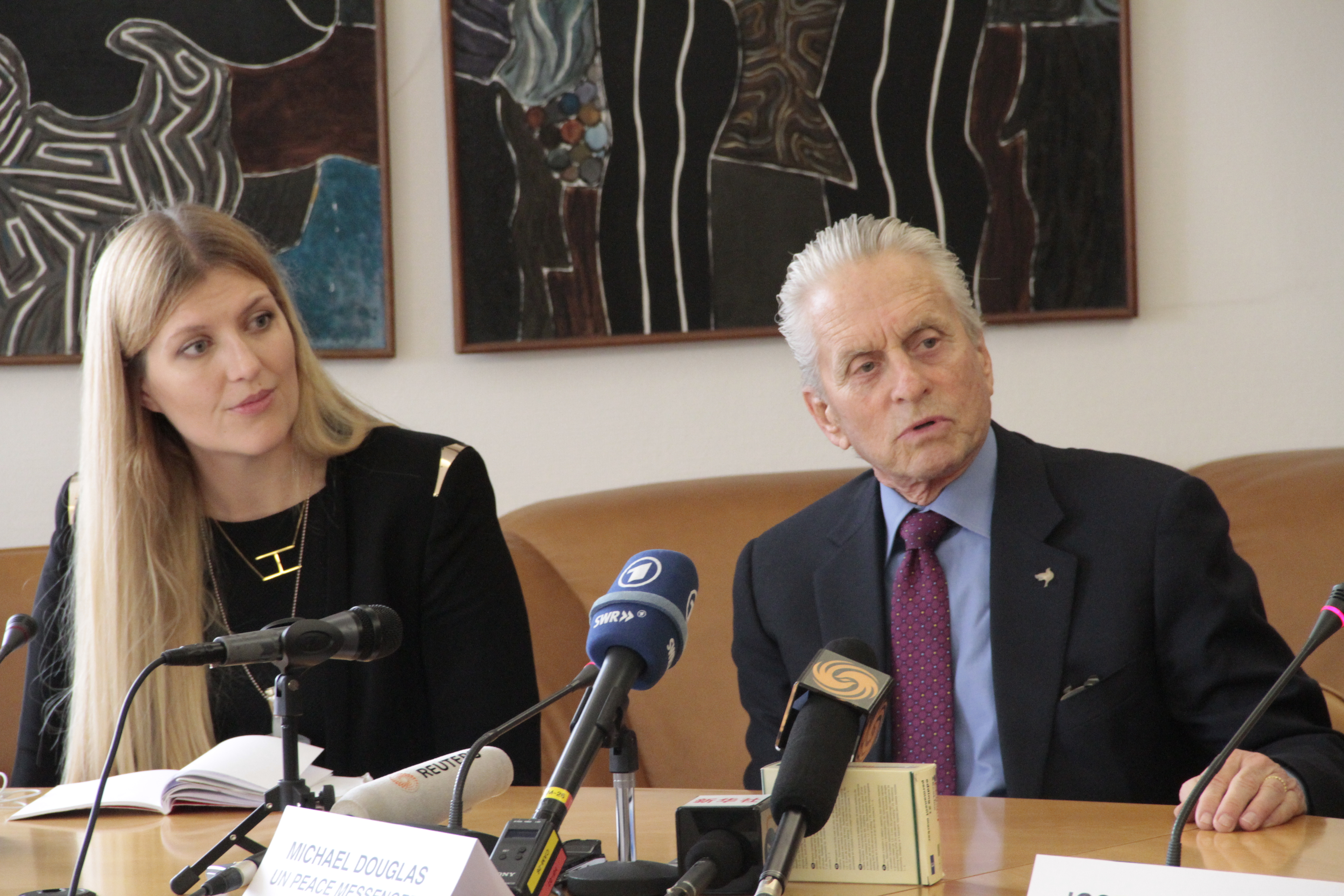
Beatrice Fihn et Michael Douglas à Genève en mai 2016.

Beatrice Fihn, née le 17 novembre 1982 à Göteborg, en Suède, est la dirigeante, depuis 2014, de l'ONG Campagne internationale pour l'abolition des armes nucléaires (ICAN), prix Nobel de la paix 2017.

## Biographie
Beatrice Fihn, directrice d’ICAN, et Setsuko Thurlow (une hibakusha) prononcent les discours d'acceptation et de remerciements lors de la cérémonie de remise du prix Nobel de la Paix, à la Campagne internationale pour l'abolition des armes nucléaires (ICAN) à Oslo le 10 décembre 2017.
Le 13 janvier 2018, Beatrice Fihn visite pour la première fois Nagasaki.